# Ricky Walden
Ricky Walden (* 11. listopadu 1982, Chester, Anglie) je profesionální hráč snookeru. Na profesionální dráhu vstoupil v roce 2000.
První bodovaný turnaj, který vyhrál, bylo Shanghai Masters v roce 2008. V roce 2012 přidal vítězství na Wuxi Classic a v roce 2014 na International Championship. Walden byl také vítězem Six-red World International v roce 2008. Všechny turnaje se konaly v Číně.

## Kariéra

### Profesionál
Ricky Walden byl vítězem World Under-21 Championship v roce 2001.
Vstoupil mezi profesionály v roce 2000, ale dlouho čekal na první úspěch. V sezóně 2003/2004 se dostal do last 32 na bodovaném turnaji British Open, kde prohrál s Peterem Ebdonem 2-5.

#### Sezóna 2004/2005
Walden byl na Grand Prix 2004 mezi last 32, kde ho porazil Stephen Maguire 3-5. Na UK Championship však dosáhl last 16, kde prohrál s Johnem Parrottem 5-9. Ještě lépe se mu dařilo na China Open, kde se probojoval do čtvrtfinále se Stephenem Hendrym, který však zvítězil 5-0. Na mistrovství světa skončil v posledním kvalifikačním kole v last 48, když prohrál těsně s Ianem McCullochem 9-10.

#### Sezóna 2005/2006
V této sezóně se dosáhl last 32 na Grand Prix, kde ho porazil Jimmy White 2-5. Na China Open se probojoval do last 16, kde ho vyřadil Ken Doherty také 2-5.

#### Sezóna 2006/2007
Walden na UK Championship skončil v last 32, kde prohrál s Ronniem O'Sullivanem 8-9. Na dalším bodovaném turnaji Malta Cup ho opět v last 32 vyřadil Shaun Murphy 4-5. Na Welsh Open skončil v last 48 po prohře s Michaelem Holtem 4-5. Stejně tak v last 48 prohrál v kvalifikacích na mistrovství světa s Markem Selbym 6-10.

#### Sezóna 2007/2008
Walden postoupil ze skupiny na Grand Prix do last 16, kde nad ním zvítězil jasně Gerard Greene 5-0. Na UK Championship se dostal do last 32, kde prohrál s Markem Williamsem 3-9. Na China Open se dostal opět mezi last 32, kde ho porazil Mark Selby 2-5. Nedostal se ani na mistrovství světa, protože prohrál v posledním kvalifikačním kole s Markem Allenem 8-10.

#### Sezóna 2008/2009
Tato sezóna byla pro Waldena konečně úspěšnou. V Thajsku vyhrál pozvánkový turnaj pro-am v Six-red International v Bangkoku, když ve finále porazil Stuarta Binghama 8-3. Na Northern Ireland Trophy sice vypadl v last 48 s Dave Haroldem 2-5, ale pak se dostavil první vyhraný bodovaný turnaj v Číně. Walden se probojoval do Šanghaje z kvalifikací. V kole "wild card" vyřadil Zhanga Andu 5-0, v last 32 Stephena Hendryho 5-2, v last 16 Neila Robertsona 5-4, ve čtvrtfinále Steva Davise 5-2 a v semifinále Marka Selbyho 6-4. Ve finále byl jeho soupeřem Ronnie O'Sullivan, nad kterým zvítězil 10-8. Na Grand Prix vypadl v last 32 s Ryanem Dayem 4-5 a stejného pořadí také dosáhl v Bahrajnu na Bahrajn Championship, kde prohrál se Stephenem Hendrym 3-5. Do last 16 došel také na Masters, když v kole "wild card" vyhrál nad Markem Kingem 5-2, ale v dalším byl vyřazen Markem Selbym 5-6. Na China Open skončil v last 16 po prohře se Stephenem Hendrym 5-6. Na mistrovství světa postoupil z kvalifikací přes Roda Lawlera a Anthony Hamiltona, v last 16 prohrál s Markem Selbym 10-6. Sezónu ukončil jako světová dvacítka. 

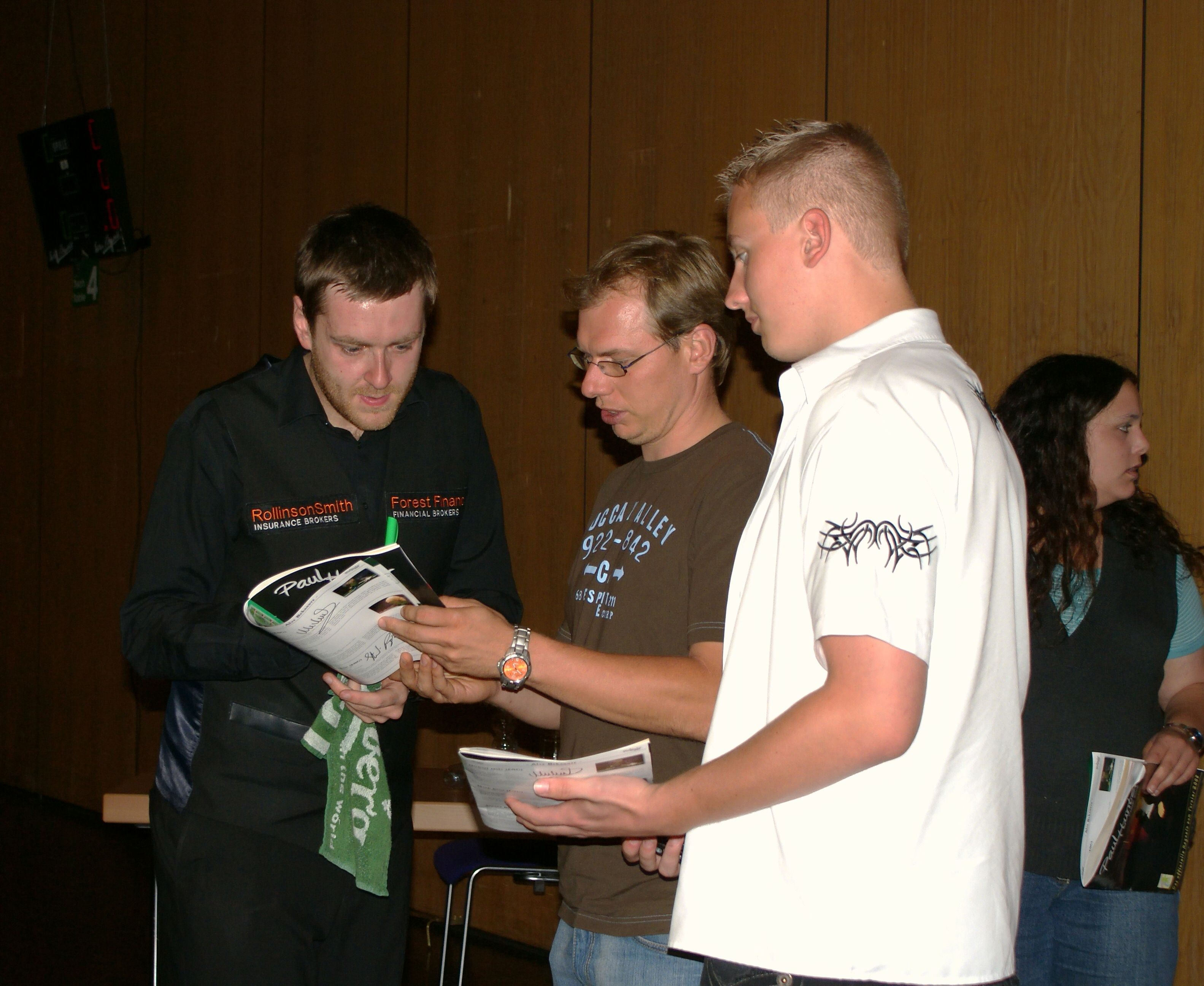
Ricky Walden na Paul Hunter Classic 2008

#### Sezóna 2009/2010
Na konci července se v této sezóně konala v Leedsu první ze série nebodované Pro Challenge, ve které se dostal Walden do čtvrtfinále, kde prohrál s Benem Woollastonem 1-4. Ještě před tím se ale Walden zúčastnil SangSom 6-red World Championship v Bangkoku a bojoval tentokrát již o mistrovský titul v tomto krátkém formátu, ale ve finále prohrál s Markem Selbym 6-8. Na Shanghai Masters porazil v prvním kole Marka Kinga 5-1 a Stephena Hendryho 5-1, ale prohrál ve čtvrtfinále s Liangem Wenbem 3-5. Na Grand Prix skončil mezi last 32 po prohře s Markem Kingem 4-5. Ve třetí události Pro Challenge Series v Leicesteru se probojoval do semifinále, kde prohrál s Joem Jogiou 0-5. Na UK Championship prohrál v last 32 s Johnem Higginsem 7-9. Na mistrovství světa se nekvalifikoval kvůli prohře se Zhangem Andou 8-10 v last 48.

#### Sezóna 2010/2011
Nejlepší výsledky měl Walden na World Open v Glasgow, kde prohrál ve čtvrtfinále s Neilem Robertsonem 1-3 a ve čtvrtfinále na European Tour Players Championship 2 v Bruggách, kde prohrál s Matthewem Couchem 2-4. Na PTC v Sheffieldu se probojoval až do semifinále, kde prohrál s Jamiem Jonesem 2-4. Na mistrovství světa ho vyřadil v prvním kole Rory McLeod 6-10. Po prohraném zápase Walden kritizoval pomalý styl hry, jakým McLeod zápas vyhrál. 

#### Sezóna 2011/2012
Začátek sezóny nebyl pro Waldena moc úspěšný, ale dostal se do čtvrtfinále pozvánkového turnaje Brazil Masters 2011, kde prohrál se Shaunem Murphym 1-4. Byl ve finále PTC 6 ve Varšavě, kde prohrál s Neilem Robertsonem 1-4. Na PTC 10 v Sheffieldu sice skončil v last 16 po prohře s Dominicem Daleem 2-4, ale v prvním kole proti Garethu Allenovi udělal první maximální náběh (147) ve své profi kariéře. Na UK Championship se probojoval do semifinále turnaje. Zde byl jeho soupeřem Mark Allen, který nad Waldenem zvítězil 9-7. Na PTC 11 v Sheffieldu byl ve čtvrtfinále s Graemem Dottem, ve kterém prohrál 1-4. Dalšího čtvrtfinále se dočkal na PTC 11 ve Fürstenfeldbrucku v Německu, kde prohrál s Joem Perrym 1-4. Na bodovaném turnaji German Masters došel do last 16, kde Shaun Murphy nad ním zvítězil 5-2. V Galway (Irsko) se konalo PTC Grand Final, Ricky došel do čtvrtfinále se Stephenem Maguirem, který ho porazil těsně 3-4. Poté se s ním střetl v last 16 na China Open, kde Maguire opět těsně vyhrál 5-4. I když neprošel v kvalifikacích přes Jamie Jonese v last 48 na mistrovství světa, poprvé se ocitnul v top 16. Sezónu ukončil na 15. místě světového žebříčku.

#### Sezóna 2012/2013
Tuto sezónu začal Walden skvěle. Hned na prvním bodovaném turnaji Wuxi Classic vyhrál svůj druhý titul. V prvním kole s ním prohrál Zhu Ying Hui 0-5, v last 16 vyřadil Joa Perryho 5-4. ve čtvrtfinále Roberta Milkinse 5-3 a v semifinále Marcuse Campbella 6-1. Druhým finalistou tohoto turnaje byl Stuart Bingham, kterého porazil 10-4.
Dostal se do semifinále Six-red World Championship v Thajsku, které prohrál s Markem Davisem 2-7. Na European Tour 1 Paul Hunter Classic došel do last 16, kde ho vyřadil z dalších bojů Andrew Norman 3-4. V last 16 byl také na PTC 3 v Gloucesteru. Tento zápas prohrál s Marcem Fu 0-4. Na Shanghai Masters také skončil mezi last 16 po prohře s Markem Williamsem 2-5. Na International Championship se probojoval do čtvrtfinále, když nechal za sebou Lu Ninga 6-4, Marka Selbyho 6-3 a pak prohrál s Peterem Ebdonem 0-6. Masters 2013 opustil v prvním kole, když prohrál zápas se Shaunem Murphym 4-6. Na bodovaném World Open udělal čtvrtfinále. Walden prohrál s Marken Allenem 1-5. Na China Open dosáhl last 16, v nichž ho porazil Mark Selby 5-2.
Ricky Walden se dostal nyní na mistrovství světa a byla to pro něho úspěšná cesta. V prvním kole vyřadil Michaela Holta 10-1, v druhém Roberta Milkinse 13-11 a ve čtvrtfinále Michaela Whitea 13-6. Dostal se až do semifinále, kde prohrál s Barry Hawkinsem 14-17. Posunul se na 8. místo světového žebříčku.

#### Sezóna 2013/2014
Waldenovi se podařilo vyhrát v Doncasteru European Tour 3, když nechal za sebou Passakorna Suwannawata, Aliho Cartera, Ryana Daye, Davida Gilberta, Marka Allena a v semifinále Shauna Murphyho. Své první vítězství na malém bodovaném turnaji v UK zpečetil výhrou 4-3 nad Marcem Fu. Na UK Championship vybojoval semifinále, když v last 32 porazil Marka Williamse 6-5, v last 16 Dinga Junhuie 6-4, ve čtvrtfinále Marka Allena 6-2. V semifinálovém zápase prohrál s Markem Selbym 5-9. Byl ve čtvrtfinále Masters, kde prohrál s Ronniem O'Sullivanem 0-6. Walden byl stažen z European Tour 8 - Gdynia Open. By ve čtvrtfinále China Open s Ali Carterem, který vyhrál 5-3. Na mistrovství světa porazil v prvním kole Kyrena Wilsona 10-7 a v last 16 nad ním zvítězil Barry Hawkins 13-11. Sezónu zakončil jako světová devítka.

#### Sezóna 2014/2015
Walden se dostal do čtvrtfinále Australian Goldfields Open, kde prohrál s Juddem Trumpem 4-5. Byl v semifinále European Tour 2 Paul Hunter Classic, kde prohrál s Juddem Trumpem 1-4. Probojoval se opět do finále Six-red World Championship, ve kterém prohrál se Stephenem Maguirem 7-8, když vedl 7-5. Walden vyhrál na International Championship svůj třetí bodovaný titul, když ve finále porazil Marka Allena 10-7. Na Welsh Open byl ve čtvrtfinále, kde prohrál s Lucou Brecelem 3-5. Na Indian Open vybojoval další finále, ale prohrál v něm s Michaelem Whiteem 0-5. Na mistrovství světa vypadl v prvním kole s Graeme Dottem 8-10. Sezónu zakončil na 10. místě světového žebříčku.

#### Sezóna 2015/2016
Walden opustil Australian Goldfields Open v last 16, když prohrál se Stephenem Maguirem 4-5. Z druhého bodovaného turnaje v této sezóně, Shanghai Masters v Číně, odstoupil z důvodu narození syna.

## Život mimo snooker
Ricky Walden si vzal po čtyřleté známosti svoji přítelkyni Natalii Wilton 22. května 2014 v New Yorku. Ricky Walden opustil Shanghai Masters a odletěl z Číny domů, protože se mu narodil dne 3. září 2015 syn.

## Úspěchy
výhry v bodovaném turnaji
- 2008 Shanghai Masters (finále: Ricky Walden 10-9 Ronnie O'Sullivan)
- 2012 Wuxi Classic (finále: Ricky Walden 10-4 Stuart Bingham)
- 2014 International Championship (finále: Ricky Walden 10-7 Mark Allen)

výhry v malém bodovaném turnaji
- 2013 European Tour 3 - Bluebell Wood Open, Doncaster (finále: Ricky Walden 4-3 Marco Fu)

výhry v nebodovaném turnaji
- 2008 SangSom Six-red International (finále: Ricky Walden 8-3 Stuart Bingham)